# Lac de Lagolo
Le lac de Lagolo (en italien : lago di Lagolo) est situé à 950 mètres d'altitude, entièrement dans la commune de Madruzzo, dans la province autonome de Trente. Il n'y a pas de tributaires mais il y a des sources en dessous du niveau de l'eau, alors qu'il a une petite sortie pour évacuer tout excès d'eau en aval. Le lac est dans sa partie sud  riche en roseaux. Sa profondeur maximale est de 7 m. 
Au printemps, le lac devient une zone de reproduction intense du crapaud commun.

## Activités
L'été, il est possible de se baigner dans les eaux du lac. En hiver, le lac est gelé, permettant la pratique du patinage.

## Légende
Selon des légendes, les eaux du lac auraient des propriétés thérapeutiques pour les maladies de la peau.